# Pandemis
Pandemis är ett släkte av fjärilar som beskrevs av Jacob Hübner 1825. Pandemis ingår i familjen vecklare.

## Bildgalleri

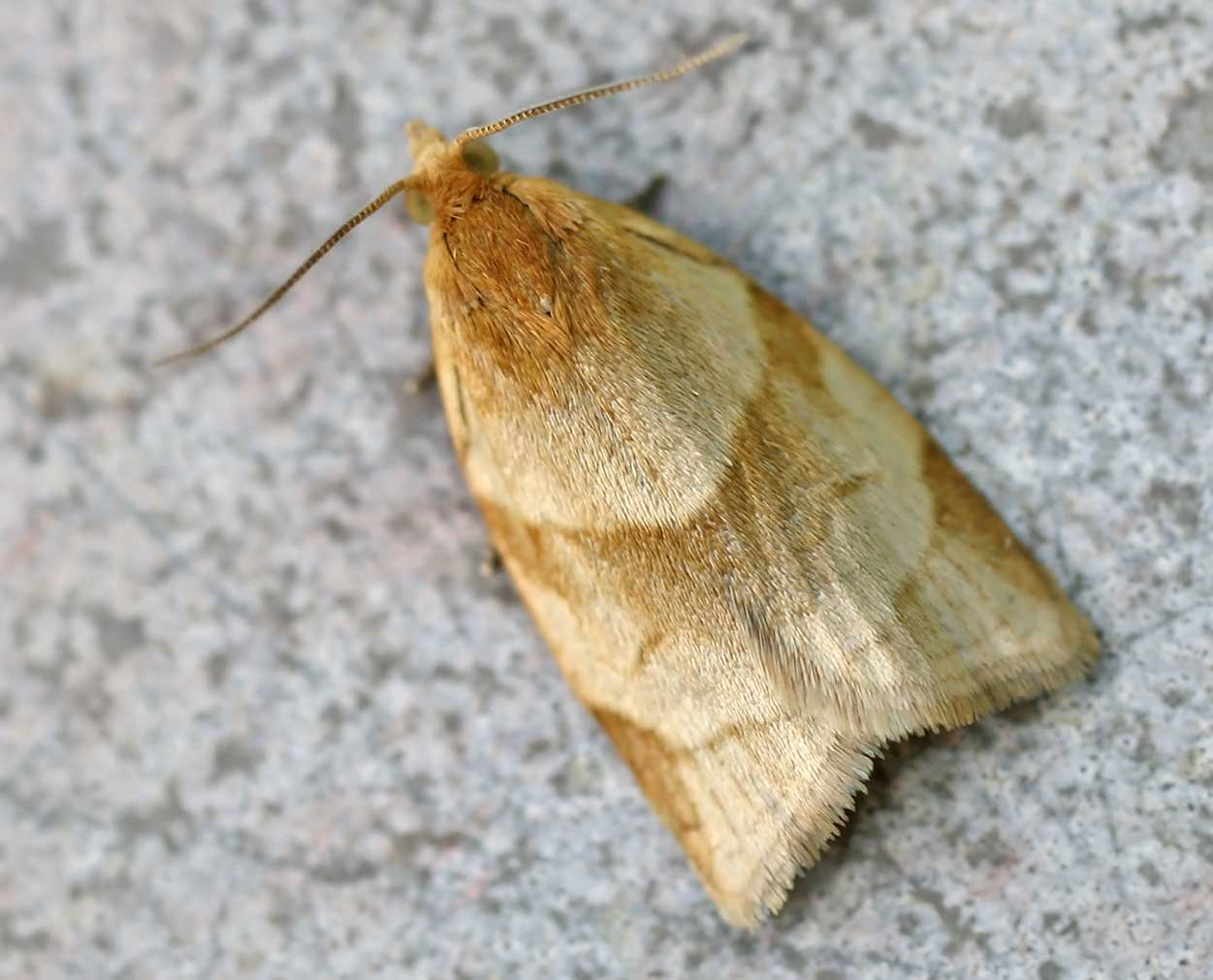

## Dottertaxa tillPandemis, i alfabetisk ordning[1][2]
- Pandemis acumipenita
- Pandemis balticola
- Pandemis basana
- Pandemis borealis
- Pandemis canadana
- Pandemis capnobathra
- Pandemis cappana
- Pandemis carpiniana
- Pandemis caryocentra
- Pandemis cataxesta
- Pandemis cerasana
- Pandemis chlorograpta
- Pandemis chondrillana
- Pandemis cinnamomeana
- Pandemis corylana
- Pandemis crataegana
- Pandemis croceana
- Pandemis croceocephala
- Pandemis croceotacta
- Pandemis crocograpta
- Pandemis curvipenita
- Pandemis dispersa
- Pandemis dormitans
- Pandemis dryoxesta
- Pandemis dumetana
- Pandemis electrochroa
- Pandemis elsana
- Pandemis emptycta
- Pandemis erythrana
- Pandemis eulogiana
- Pandemis euphana
- Pandemis euryloncha
- Pandemis eustropha
- Pandemis fasciana
- Pandemis gravana
- Pandemis griveaudi
- Pandemis grossulariana
- Pandemis heparana
- Pandemis hoplophora
- Pandemis ianus
- Pandemis inouei
- Pandemis isotetras
- Pandemis jamaicana
- Pandemis lamprosana
- Pandemis laurana
- Pandemis lichenosema
- Pandemis limitata
- Pandemis marginumbra
- Pandemis metallochroma
- Pandemis minuta
- Pandemis monticolana
- Pandemis niphostigma
- Pandemis obscura
- Pandemis ochreana
- Pandemis oculosa
- Pandemis orophila
- Pandemis padana
- Pandemis pasquagana
- Pandemis pauliani
- Pandemis perispersa
- Pandemis phaedroma
- Pandemis phaenotherion
- Pandemis phaiopteron
- Pandemis plectopa
- Pandemis plutosema
- Pandemis praefloratana
- Pandemis pyrana
- Pandemis pyrusana
- Pandemis quadrata
- Pandemis rectipenita
- Pandemis refracta
- Pandemis regalis
- Pandemis retroflua
- Pandemis ribeana
- Pandemis rotundata
- Pandemis rubrana
- Pandemis sclerophylla
- Pandemis stalamographa
- Pandemis stipulaceana
- Pandemis straminocula
- Pandemis subclarana
- Pandemis subovata
- Pandemis textana
- Pandemis transiens
- Pandemis unicolor
- Pandemis vulpisana
- Pandemis xanthacra
- Pandemis xylophyes